# Екатерина Теодорою
Екатерина Теодорою с рождено име Каталина Тодерою (15 януари 1894 г. – 3 септември 1917 г.) е румънка, героиня на Румъния, загинала през Първата световна война.
Член на скаутите, първоначално тя служи като медицинска сестра, но след смъртта на брат ѝ решава да стане фронтови войник. Въпреки това необичайно решение за жена от онази епоха, тя е изпратена на фронта с подкрепата на румънското кралско семейство.

## Ранен живот
Каталина е родена в село Въдени, днес част от Търгу Жиу в историческия район Олтения, в стопанското семейство на Елена и Василе Тодерою сред пет братя (Николае, Ефтимие, Андрей, Йон, Василе) и две сестри (Елисавета и Сабина). Учи четири години във Въдени и Търгу Жиу в румънско-немското начално училище, а след това завършва Девическото училище в Букурещ, за да стане учителка.

## Военна кариера
Когато Кралство Румъния влиза в Първата световна война през август 1916 г. на страната на Антантата, Каталина се записва да служи като медицинска сестра. Тя служи по време на Румънската кампания и взема участие в сраженията с баварските роти на Германска имперска армия при моста над река Жиу близо до Търгу-Жиу. 
На 14 ноември 1916 г. брат ѝ Николае е убит от артилерийски снаряд по време на боеве близо до Порчени (днес Горначел, Шела, окръг Горж).  В желанието си да отмъсти за смъртта на брат си, Екатерина моли полковник Обогеану и получава право да се присъедини към 18-ти пехотен полк като доброволец. 
Пленена по време на бой, тя успява да избяга с леки наранявания.  Екатерина участва и в схватките в близост до Барбатешти и Цънцърени, като отново е ранена от минометен снаряд при Филяши. Евакуирана е в Крайова, след това в Букурещ и по-късно хоспитализирана във военната болница „Крал Фердинанд“ в Яш. 
Наградена е с военен медал „За доблест“ II степен, а седмица по-късно и с I степен, след което се връща на фронта като медицинска сестра.  За храбростта си е наградена и с медал „Скаутска добродетел“. От 17 март 1917 г. тя е произведена в почетен втори лейтенант от Фердинанд Румънски и командва 25-ти взвод в 7-ма рота (43/59 пехотен полк, 11-а дивизия), под командването на подполковник Георге Манойу.  С това Екатерина става първата жена-офицер от румънската армия. 
Полкът на Екатерина е преместен в Кодешти, окръг Васлуй като част от резерва на 1-ва армия, водена от генерал Еремия Григореску.  Екатерина отказва да остане в мобилната болница зад фронтовата линия и се присъединява към своя взвод в предстоящата битка. На 3 септември 1917 румънските линии са атакувани от германския 40-ти резервен полк от 115-та пехотна дивизия, а Екатерина е поразена от картечен огън.

## Наследство
След войната Екатерина Теодорою е издигната до статут на героиня на румънския народ,а Анри Бертло дори я обявява за „Жана д’Арк от Румъния“ за изключителната храброст, патриотизъм и саможертва.
Първоначално погребани близо до фронта, във Фитионещи,  останките ѝ са препогребани през юни 1921 г. в крипта в центъра на град Търгу Жиу.
През 1921 г. пехотният полк 43/59 получава почетното име „Екатерина Теодорою“.  През 1937 г. с кралски указ на Девическата гимназия в Търгу Жиу е дадено нейното име (понастоящем Национален колеж „Екатерина Теодорою“).  През 1938 г. родният ѝ дом е превърнат в къща-музей. 
В нейна чест са издигнати още няколко паметника:
- Паметник в Слатина, открит през 1925 г. в присъствието на кралица Мария.[14][13]
- Паметник в Браила (1928) [15]
- Мавзолей в Търгу-Жиу (1936)
- „Паметник на героите“ в Азуга (1937) [16]
- „Паметник на втората лейтенантка Екатерина Теодорою“ в Мунчелу (1972)
- Статуя в Търгу-Жиу (1979)

За нея са заснети следните филми:
- „Екатерина Теодорою“ (1921) [13][17]
- „Екатерина Теодорою“ (1930) [18]
- „Екатерина Теодорою“ (1978), с участието на Стела Фурковичи в главната роля. [19]

Нейните военновременни записки са обект на филма на Серджиу Николаеску от 1999 г. 
Катрин Дж. Атууд посвещава глава на Екатерина Теодорою в нейната работа „Жени-герои от Първата световна война“. 
На 31 юли 2019 г. Националната банка на Румъния обявява, че през 2020 г. ще издаде банкнотата от 20 леи, на която ще бъде изобразена Екатерина Теодорою. 

## Допълнително четиво
- Bucur, Maria „Between the Mother of the Wounded and the Virgin of Jiu: Romanian Women and the Gender of Heroism during the Great War“ Journal of Women's History – 12, 2, (2000), pp. 30 – 56, The Johns Hopkins University Press
- Константин Кирицеску, Istoria războiului pentru întregirea României: 1916 – 1919, 1922
- Kathryn J. Atwood, Women Heroes of World War I: 16 Remarkable Resisters, Soldiers, Spies, and Medics, Chicago Review Press, 2014.

## Външни връзки
- (на румънски език) Ecaterina Teodoroiu's biography on www.mariromani.ro

|  | Тази страница частично или изцяло представлява превод на страницата Ecaterina Teodoroiu в Уикипедия на английски. Оригиналният текст, както и този превод, са защитени от Лиценза „Криейтив Комънс – Признание – Споделяне на споделеното“, а за съдържание, създадено преди юни 2009 година – от Лиценза за свободна документация на ГНУ. Прегледайте историята на редакциите на оригиналната страница, както и на преводната страница, за да видите списъка на съавторите. ВАЖНО: Този шаблон се отнася единствено до авторските права върху съдържанието на статията. Добавянето му не отменя изискването да се посочват конкретни източници на твърденията, които да бъдат благонадеждни. |